# 무 (우부풍)
무(武, ? ~ ?)는 전한 후기의 관료이다. ‘무’는 이름자로, 성씨는 알 수 없다.

## 행적
감로 4년(기원전 50년), 우부풍에 임명되었다.

## 출전
- 반고, 《한서》 권19하 백관공경표 下

| 전임 진만년 | 전한의 우부풍 기원전 50년 ~ 기원전 46년? | 후임 정홍 |